# Aphis pernilleae
Aphis pernilleae är en insektsart. Aphis pernilleae ingår i släktet Aphis och familjen långrörsbladlöss. Inga underarter finns listade i Catalogue of Life.